# Ruslanas Baranovas

Ruslanas Baranovas, 2024

Ruslanas Baranovas (* 5. April 1991 in Vilnius) ist ein litauischer Philosoph und linker Politiker, seit November 2024 Mitglied des Seimas.

## Leben
Nach dem Abitur 2010 am Gymnasium Juodšiliai der Rajongemeinde Vilnius absolvierte Ruslanas Baranovas von 2010 bis 2014 das Bachelorstudium, von 2014 bis 2016 das Masterstudium der Philosophie und 2021 promovierte in Philosophie an der Universität Vilnius in der litauischen Hauptstadt Vilnius. 2021 studierte er auch an der Universität Turin in Italien.
Von 2017 bis 2018 arbeitete er als Lehrer an der Königin-Morta-Schule und 2017 an der Waldorf-Schule Vilnius sowie von 2017 bis 2019 als Forschungskraft an der Universität Vilnius. Von 2020 bis 2024 war er Gehilfe eines Seimas-Mitglieds in der Seimas-Kanzlei.
In der Parlamentswahl in Litauen 2024 wurde er in den 14. Seimas gewählt. Seit 2018 ist Ruslanas Baranovas Mitglied von LSDP.
Er ist verheiratet.